# Zenon Paruszewski

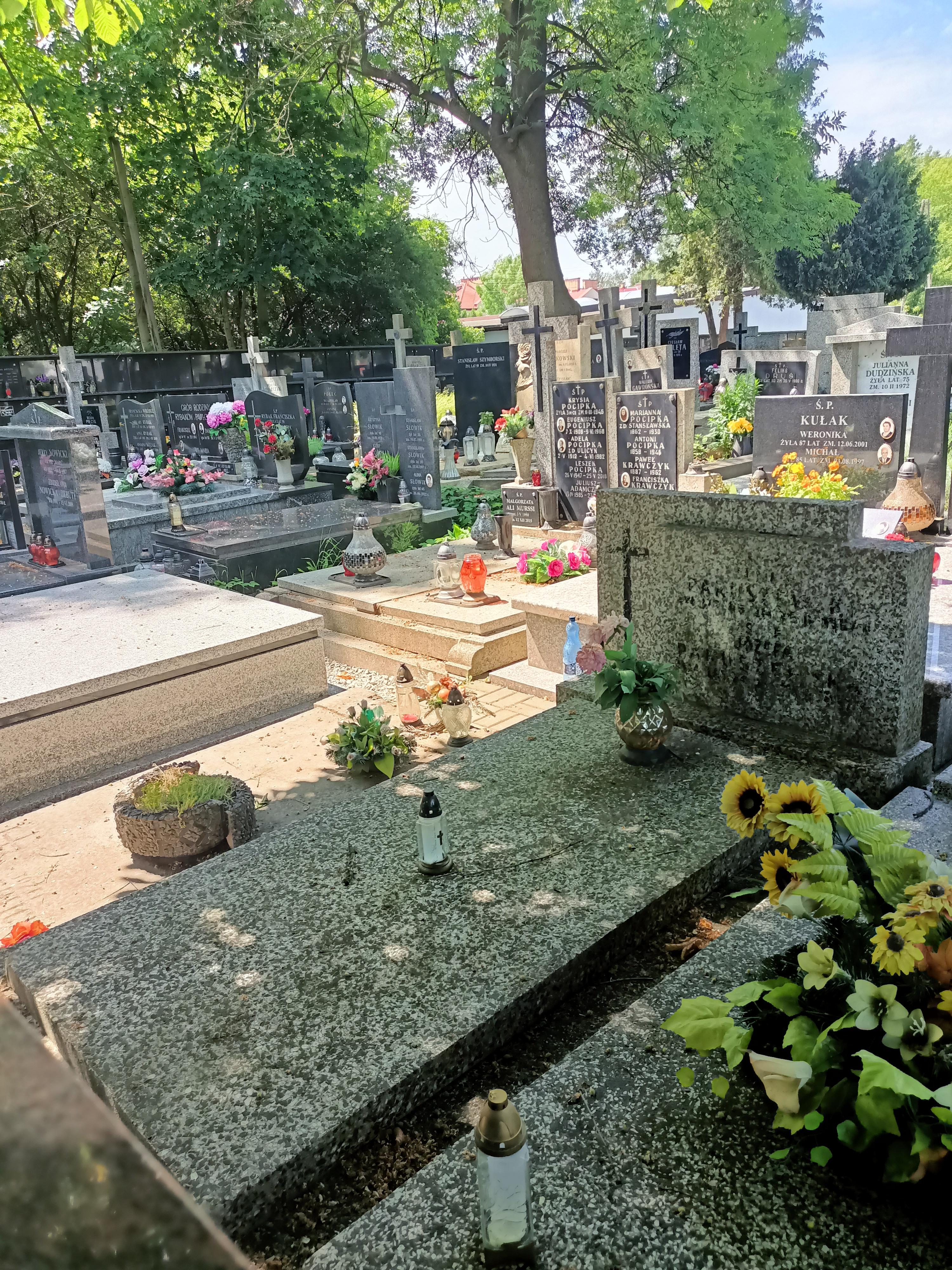
Grób Zenona Paruszewskiego na starym cmentarzu na Służewie

Zenon Paruszewski (ur. 26 sierpnia 1901 w Sieradzu, zm. 24 kwietnia 1967 w Warszawie) – polski działacz kultury fizycznej, nauczyciel, wizytator, trener hokejowy, sędzia hokejowy i lekkoatletyczny.

## Życiorys
Urodził się w Sieradzu jako syn Piotra, urzędnika magistratu i Stefanii z d. Pałęckich, jednak pierwsze lata dzieciństwa spędził w Warszawie. W 1911 roku w wieku 10 lat wyjechał wraz z matką na Ukrainę, gdzie w latach 1914–1918 uczęszczał do gimnazjum w Humaniu, po czym wrócił do Warszawy w celu kontynuowania nauki w Gimnazjum Rady Głównej Opiekuńczej. W 1920 roku zdał maturę w Gimnazjum Kazimierza Kulwiecia, potem brał udział w wojnie polsko-bolszewickiej jako kanonier artylerii polowej. Po zdanej maturze podjął studia na Wydziale Architektury Politechniki Warszawskiej, jednak te studia przerwał. Pracował również społecznie w Towarzystwie Gimnastycznym „Sokół”.
W 1923 roku ukończył państwowy kurs Wychowania Fizycznego, a w 1928 roku zdał egzamin państwowy uprawniający wykonywanie zawodu nauczyciela wychowania fizycznego w szkołach średnich. W latach 1924–1927 pracował jako nauczyciel wychowania fizycznego w warszawskich gimnazjach: Miejska Szkoła Rzemieślnicza im. Michała Konarskiego (1924), Gimnazjum Rocha Kowalskiego (1924–1926), I Gimnazjum Męskie Magistratu m.st. Warszawy (1926–1927), Prywatne Gimnazjum Towarzystwa Wychowawczo-Oświatowego „Przyszłość” (1928–1939), które dzięki pracy Paruszewskiego zyskało opinię jednej z największych szkół sportowych w stolicy.
Był również instruktorem gier sportowych i hokeja na lodzie w Parku Szkolnym im. Jana III Sobieskiego w Warszawie oraz działaczem polskich związków sportowych: Polski Związek Gier Sportowych (od 1927), Polski Związek Hokeja na Lodzie (od 1931), Polski Związek Lekkiej Atletyki (1932–1935, 1948–1951).
W 1939 roku prowadził seniorską reprezentację Polski na mistrzostwach świata 1939 rozgrywanych w Szwajcarii, na których reprezentacja Polski zajęła 6. miejsce.
Podczas II wojny światowej uczył wychowania fizycznego, rysunków i matematyki w jawnej prywatnej szkole powszechnej Jacka Szczypiorskiego oraz w szkołach powszechnych i gimnazjum Towarzystwa „Przyszłość” matematyki, historii i łaciny, brał udział w organizacji zawodów sportowych dla młodzieży, co opisał w artykule pt. „Konspiracyjne mecze hokejowe warszawskiej młodzieży w czasie okupacji” w Przeglądzie Sportowym w 1947 roku, był członkiem Związku Walki Zbrojnej, a następnie Armii Krajowej oraz był uczestnikiem powstania warszawskiego, a po jej upadku dostał się do obozu w Pruszkowie, następnie uciekł z transportu wywożonego do III Rzeszy. Do 1945 roku pracował jako młynarz w Końskim.
W latach 1945–1952 był nauczycielem wychowania fizycznego Państwowym Gimnazjum i Liceum im. Stefana Batorego w Warszawie oraz kierownikiem Parku Szkolnego im. Jana III Sobieskiego w Warszawie. W latach 1946–1949 był instruktorem oraz wizytatorem wychowania fizycznego  w Kuratorium Okręgu Szkolnego Warszawskiego. Prowadził także kursy kwalifikujące nauczycieli wychowania fizycznego szkół średnich oraz brał udział przy opracowywaniu programu szkolnego wychowania fizycznego.
W 1949 roku rozpoczął studia na Akademii Wychowania Fizycznego, na której w 1954 roku uzyskał stopień magistra wychowania fizycznego. Był również członkiem Polskiej Partii Socjalistycznej, potem Polskiej Zjednoczonej Partii Robotniczej. W latach 1950–1952 był kierownikiem Oddziału Wychowania Fizycznego i Higieny Szkolnej Wydziału Oświaty Prezydium Rady Narodowej w Warszawie oraz w 1951 roku był sędzią na Festiwalu Młodzieży w Berlinie. W latach 1952–1955 był nauczycielem wychowania fizycznego w Państwowej Szkole Ogólnokształcącej przy ul. Smolnej 30 oraz w latach 1953–1955 prowadził sekcję wychowania fizycznego Ośrodka Doskonalenia Kadr Oświatowych. W latach 1955–1962 pracował jako wizytator w Ministerstwie Oświaty, po czym przeszedł na emeryturę i do końca życia pracował w niepełnym wymiarze godzin pracy w Okręgu Szkolnego Warszawskiego.

## Ordery i odznaczenia
- Złoty Krzyż Zasługi
- Srebrny Krzyż Zasługi (19 marca 1931)[3]
- Odznaka „Zasłużony Działacz Kultury Fizycznej”

## Programy
- „Złoty Krążek”
- „Czwórbój Świata Młodych”
- „Drużynowy pięciobój lekkoatletyczny”
- „Konkurs 5 Milionów” (z TVP)

## Publikacje
- „Piłka ręczna, Koszykówka, Siatkówka” (1964) (z Aleksandrem Strycharzewskim)
- Artykuły w czasopismach, takich jak m.in.: „Przegląd Sportowy”, „Sport i Wczasy”, „Wychowanie Fizyczne i Higiena Szkolna”, „Życie Warszawy”.

## Życie prywatne
Żonaty z Józefą z d. Witkowskich, z którą ślub wziął w 1934 roku. Mieli syna Ryszarda, farmaceutę. Zmarł dnia 24 kwietnia 1967 roku w wieku 65 lat i został pochowany na starym cmentarzu na Służewie w Warszawie w Warszawie.